# Xian de Chenggong
Le xian de Chenggong (呈贡县 ; pinyin : Chénggòng Xiàn) est un district administratif de la province du Yunnan en Chine. Il est placé sous la juridiction de la ville-préfecture de Kunming. C'est un district en pleine expansion urbaine.

## Démographie
La population du district était estimée à environ 350 000 habitants en 2012, contre 150 459 habitants en 1999.